# Robert Banks Jenkinson, 2. jarl af Liverpool
Robert Banks Jenkinson, 2. jarl af Liverpool KG PC (født 7. juni 1770, død 4. december 1828) var britisk premierminister fra juni 1812 til april 1827. Han var én de længst siddende britiske premierministre. Ved sin tiltræden var han én af landets yngste premierministre.

## Udenrigsminister
Jenkinson var udenrigsminister fra februar 1801 til maj 1804.

## Indenrigsminister
Jenkinson var indenrigsminister fra maj 1804 til februar 1806 og igen fra marts 1807 til november 1809.